# Hubert Gehring
 Hubert Gehring (* 8. September 1957) in Überlingen ist ein ehemaliger deutscher Politiker (CDU).

## Leben
Gehring studierte nach Abitur und Wehrdienst Landwirtschaft an der Universität Stuttgart-Hohenheim und ist Diplom-Agraringenieur für Landtechnik. Dort wurde er 1987 promoviert. Bis 1990 arbeitete er in der chemischen Industrie und wurde dann Beamter im Bundesministerium für Umwelt, Naturschutz und Reaktorsicherheit. Von 1993 bis 1997 war er Beamter im Bundeskanzleramt unter Helmut Kohl. Dann ging er nach Mecklenburg-Vorpommern und wurde 1997 Generalsekretär der CDU Mecklenburg-Vorpommern. Das Amt behielt er bis 2000. Er wurde bei der Landtagswahl 1998 über die Landesliste in den Landtag von Mecklenburg-Vorpommern gewählt. Gehring legte sein Mandat jedoch zum 7. August 2000 nieder, nachdem bei der CDU-Spendenaffäre die Bezahlung seiner Honorare als Generalsekretär über eines der Geheimkonten Helmut Kohls publik geworden war.
Danach war Gehring für die Konrad-Adenauer-Stiftung (KAS) als Leiter der Auslandsbüros in Mexiko und Venezuela tätig. Heute leitet er das Auslandsbüro der KAS in Bogotá (Kolumbien).